# Mumtáz Mahal

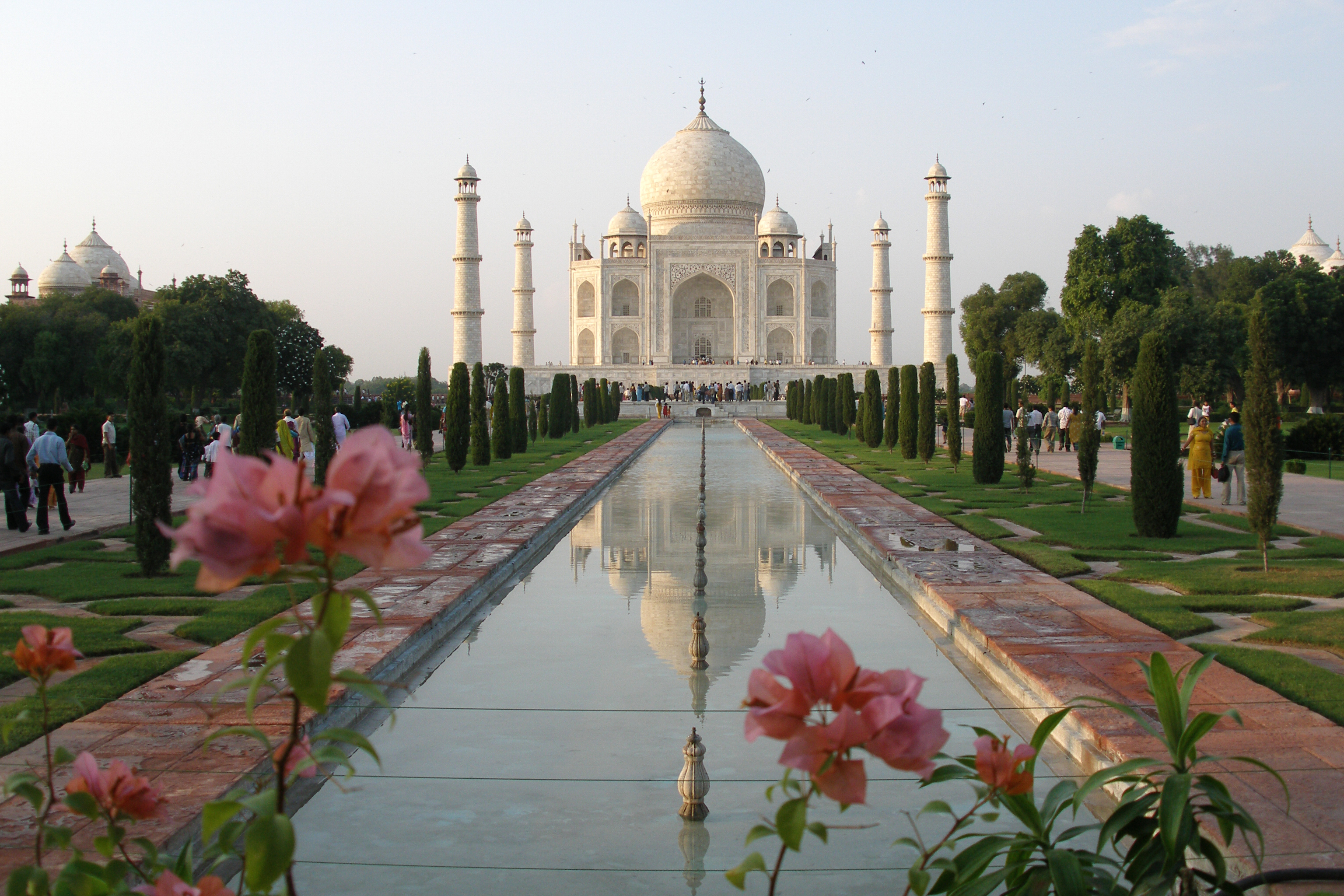
A Tádzs Mahal

Mumtáz Mahal (perzsául, Urdu: ممتاز محل; kiejtése /mumtɑːz mɛhɛl/; jelentése "a palota  ékessége") Ardzsumand Banu Bégum közismert beceneve, aki 1593 áprilisában született Agra városában, Indiában. Apja Abdul Haszan Aszaf Khán perzsa nemes volt, Núr Dzsahán fivére.  1612. május 10-én, 19 évesen lett Khurram herceg felesége, aki később Sáh Dzsahán sah néven lépett a trónra. Bár a herceg harmadik felesége volt, mégis ő lett a kedvence. 1631. június 17-én hunyt el, a Dekkán-fennsík területén fekvő Burhanpurban,  Madhja Prades államban, tizennegyedik gyermekének születése közben. Ez a kislánya a Gauhara Bégum nevet kapta. Az agrai Tádzs Mahalban helyezték örök nyugalomra.

## Életrajza
Nem sokat tudunk róla azon kívül, hogy legendás szépségű és erényes asszony volt, akit nagyon mély és szeretetteljes kapcsolat fűzött férjéhez, Sáh Dzsahánhoz. Már életében ódákat zengtek a költők a szépségéről, kecsességéről és szenvedélyességéről. Mumtáz Mahal a sah bizalmas társa volt, aki vele tartott a Mogul birodalomban tett utazásai során. A férje olyannyira megbízott benne, hogy még uralkodói pecsétjét, a Muhr Uzah-ot is nekiadta. Mumtázt tökéletes, politikai hatalomra nem törekvő feleségként ábrázolták, ellentétben Dzsahángír nejével, Núr Dzsahánnal, aki jelentős befolyással bírt az előző érában. Nagy befolyása volt a férfire, a szegények és elesettek védelmében gyakran lépett fel. Ugyanakkor szerette nézni az udvarban elefántokkal és harcosokkal előadott csatákat. Nemesi származású hölgyek gyakran rendeltek el építkezéseket a Mogul birodalomban.  Mumtáz egy agra folyóparti kert tervezésével foglalatoskodott, és feltételezhető, hogy eziránt a kert iránti szeretete volt a Tádzs Mahal formájának ihletője.
1607-ben Khurram herceg eljegyezte az akkor még csak 14 éves Ardzsumand Banu Bégumot. Ez a lány lett élete szerelme. Azonban öt évig várniuk kellett, mielőtt összeházasodtak. Esküvőjük után adta a herceg Bégumnak a 'Mumtáz Mahal' (a palota ékköve) vagy más fordításban a „palota kiválasztottja”  nevet, mivel “külseje és jelleme a kor minden nője fölé emelte”. 18 AH). A közbeeső években Khurram két másik feleséget is vett magának. Khurram azonban olyan sok időt töltött Mumtázzal, hogy alig gyakorolta többnejűségi jogait két korábbi feleségével, azonkívül persze, hogy kötelességtudóan egy-egy gyermeket nemzett velük. Az udvari krónikás, Kazvíni szerint a többi feleségével való kapcsolata “csupán a törvény szerint megkötött házasságra terjedt ki. Az az intimitás, őszinte szenvedély, figyelem és kedvesség, amit az uralkodó  Mumtáz iránt mutatott, ezerszer felülmúlta azt, amit bármelyik másik felesége iránt érzett."
Gyakori terhességei ellenére Mumtaz Sáh Dzsahánnal tartott korábbi hadjáratai során, majd az apja ellen vívott harcba is. Kapcsolatuk intenzív és bizalmas volt. Az udvari történetírók végtelenül hosszan ecsetelik a pár intim szerelmi életét. Házasságuk tizenkilenc éve alatt 13 gyermekük született, akik közül hét születésekor vagy nagyon fiatalon meghalt.
Mumtáz Burhanpurban halt meg 1631-ben. A férjét kísérte, aki a Dekkán-fennsíkon folytatott harcokat. Ideiglenesen Burhanpurban temették el egy Zainábád nevű kertben a Tapti folyó partján. A legenda szerint halálos ágyán az volt az utolsó kívánsága, hogy a férje állítson emléket a szerelmüknek. Arra is megkérte a férjét, hogy ne nősüljön meg többé. Az uralkodó ezt azonnal megígérte. A korszak történetírói szokatlanul nagy figyelmet szenteltek Mumtáz Mahal halálának és Sáh Dzsahán gyászának. A haláleset után az uralkodó vigasztalhatatlan volt. Felesége elvesztése után Sáh Dzsahán egy évre elvonult, hogy magányosan gyászoljon. Visszatértekor haja ősz volt, háta hajlott, arca beesett. Legidősebb lánya, Dzsahánára Bégum segített a sahnak   gyász feldolgozásában, és elfoglalta  Mumtáz helyét az udvarban. A burhanpuri temetés után a sah és udvara elkötelezték magukat egy agrai mauzóleum és sírkert megtervezése mellett. Több mint 20 évbe és a kincstár javainak legnagyobb részébe került a sírhely, a Tádzs Mahal felépítése. 
Ma a Tádzs Mahal a szerelem egyik jelképe, és az uralkodónő szépsége és élete előtti tisztelgés.

## Gyermekei
1. Sáhzadi (hercegnő) Huralnissza Bégum (1613. március 30. – 1616. június 14.)
 
2. Sáhzadi Dzsahanára Bégum ♀ (1614. április 2. - 1681. szeptember 16.)
 
3. Sáhzada (herceg) Dara Sikoh (1615. március 30. – 1659. szeptember 8.)

4. Sáhzada Mohammed Szultan Sáh Sudzsa Bahádur ♂ (1616. július 3. - 1660.)

5. Sáhzadi Rosanara Bégum ♀ (1617. szeptember 3. - 1671)

6. Badsah (uralkodó) Mohinnudin Mohammed Aurangzeb ♂ (1618. november 3. – 1707. február 21.)

7. Sáhzada Szultan Ummid Baks ♂ (1619. december 18. - 1622. március)

8. Sáhzadi Surajja Banu Bégum ♀ (1621. június 10. – 1628. április 28.)

9. Névtelen fiúgyermek (1622. – ?)
 
10. Sáhzada Szultan Murád Baks ♂ (1624. szeptember 8. – 1661. december 14.)

11. Sahzada Szultan Luftallah ♂ (1626. november 4. - 1628. május 14.)

12. Sáhzada Szultan Daulat Afza ♂ (1628. május 9. - ?)

13. Sáhzadi Husznara Bégum ♀ (1630. április 23. - ?)

14. Sáhzadi Gauhara Bégum ♀ (1631. június 17. - 1706.)

## Fordítás
- Ez a szócikk részben vagy egészben  a   Mumtaz Mahal című angol Wikipédia-szócikk ezen változatának fordításán alapul.  Az eredeti cikk szerkesztőit annak laptörténete sorolja fel. Ez a jelzés csupán a megfogalmazás eredetét és a szerzői jogokat jelzi, nem szolgál a cikkben szereplő információk forrásmegjelöléseként.